# Neoscona punctigera
Neoscona punctigera är en spindelart som först beskrevs av Carl Ludwig Doleschall 1857.  Neoscona punctigera ingår i släktet Neoscona och familjen hjulspindlar. Inga underarter finns listade i Catalogue of Life.